# Aspect accompli/inaccompli
L'aspect accompli envisage le procès d'une action au-delà de son terme. L'aspect inaccompli envisage le procès en cours de réalisation.
L'opposition accompli/inaccompli dépend des auxiliaires être et avoir, et des semi-auxiliaires venir de. 
Il s'agit d'une opposition systématique en français (ce qui n'est pas le cas dans toutes les langues). De fait, cette différence d'ordre sémantique recoupe une différence d'ordre morphologique : les formes composées des temps du français indiquent toujours l'aspect accompli, tandis que les formes simples indiquent l'aspect inaccompli.
Par exemple, dans il chante, il chantera, il chantait, il chanta, qu'il chantât, le procès dénoté par le verbe est perçu dans un déroulement inaccompli. Le fait que l'action soit passée, ou qu'elle paraisse courte, n'a aucun rapport : ce sont d'autres aspects. 
Bien sûr, d'un point de vue externe au procès, il chanta dénote une action achevée, alors que il chante dénote une action en cours de réalisation. Mais il s'agit là d'un point de vue extérieur à l'action, dont rendent compte les tableaux de conjugaison (il chanta est du passé simple, tandis que il chante est du présent) ainsi que d'autres aspects (il chanta indique l'aspect non-sécant, il chantait l'aspect sécant). D'un point de vue cette fois interne à l'action, il n'y a pas de différence entre il chanta, il chantait, il chante, il chantera : il s'agit toujours d'une action en train d'être réalisée.
Bien au contraire, il a chanté, il avait chanté, il eut chanté, il aura chanté indiquent d'un point de vue toujours interne que l'action est terminée. L'aspect est accompli pour toutes les formes composées.
Un petit test pour mieux comprendre cette différence : il faut se mettre à la place de celui qui fait l'action. Par rapport à lui, l'action est-elle achevée ou en cours ? On voit alors que par rapport à ce personnage, l'action est achevée dans il aura chanté, même si par rapport au locuteur l'action se trouve dans l'avenir. Dans après le concert, quand il aura chanté, une admiratrice ira le voir dans sa loge, au moment où l'admiratrice va voir l'artiste dans sa loge, le chanteur a déjà fini de chanter.

## Classement
L'aspect accompli/inaccompli est un aspect grammatical dans la mesure où il dépend de la conjugaison (comme l'aspect sécant/global). Mais si l'on considère les semi-auxiliaires comme des lexèmes comparables aux auxiliaires utilisés dans la conjugaison, alors l'aspect accompli est un aspect lexical, car il dépend d'un lexème coverbal, tout comme les aspects indiqués par les innombrables semi-auxiliaires ou auxiliaires de mode finir de, s'apprêter à, continuer de, etc. (Il semblerait alors que accompli soit synonyme du terme extensif de Gustave Guillaume).

## Terminologie
Pour parler du perfektum slave, on a pendant très longtemps employé le terme perfectif. Cet aspect est tellement important en slave qu'on peut en parler en français sans même connaître les aspects du français, en traduisant logiquement perfektum par perfectif (faux-ami). Mais depuis quelques années, la notion de perfektum en slave recouvre deux notions en français, d'une part l'accompli (qui est un aspect grammatical) et d'autre part le perfectif (qui en français est un aspect lexical et qui ne correspond pas tout à fait au perfektum slave). Nombre de travaux en français donnent d'ailleurs encore le mot perfectif comme synonyme de accompli (deux notions différentes en français).

## Exemples
Exemples de syntagmes verbaux français indiquant l'aspect accompli :
- Il a déjà fini de chanter.
- Dans trois jours, il aura déjà fini de chanter.
- Dès samedi, il avait fini de chanter.
- Il n'a pas encore chanté.
- Il n'a pas terminé sa chanson.
- Aujourd'hui, à l'heure où je vous parle, il a déjà achevé son livre.

Exemples de phrases indiquant l'aspect inaccompli :
- Aujourd'hui, à l'heure où je vous parle, il achève son livre.
- Il termine sa chanson.
- Il chante déjà.
- Dans trois jours, il sera en train de chanter.
- Samedi dernier, il finissait son travail.

## L'inaccompli en philosophie
- Didier Cartier, Vie ou le Sens de l'Inaccompli chez Nicolas Grimaldi, coll. « La philosophie en commun », L’Harmattan 2008,  (ISBN 978-2296059009)
- Sylvie Coirault-Neuburger, Penser l’inaccompli, coll. « Rue des écoles », L’Harmattan, 2004,  (ISBN 2-7475-6282-4)
- Serge Venturini, Éclats d’une poétique de l'inaccompli, (2009-2012) (Livre V), Éditions L'Harmattan,  coll. « Poètes des cinq continents », Paris, 20 janvier 2012  (ISBN 978-2-296-55628-7)